# Città di Alice Springs
La città di Alice Springs è una delle 16 local government areas che si trovano nel Territorio del Nord, in Australia. Essa si estende su di una superficie di 410 chilometri quadrati ed ha una popolazione di 27.877 abitanti. La sede del consiglio si trova a Alice Springs